# Graboszewo (Wągrowiec)
Pour les articles homonymes, voir Graboszewo.
Graboszewo (prononciation : [ɡrabɔˈʂɛvɔ]) est un village polonais de la gmina de Wapno dans le powiat de Wągrowiec de la voïvodie de Grande-Pologne dans le centre-ouest de la Pologne.
Il se situe à environ 4 kilomètres au nord-est de Wapno (siège de la gmina), 28 kilomètres au nord-est de Wągrowiec (siège du powiat), et à 87 kilomètres au nord-est de Poznań (capitale de la Grande-Pologne).

## Histoire
De 1975 à 1998, le village faisait partie du territoire de la voïvodie de Piła et jusqu'en 1948, il faisait partie du powiat de Żnin.

Depuis 1999, Graboszewo est situé dans la voïvodie de Grande-Pologne.